# 加盟連鎖

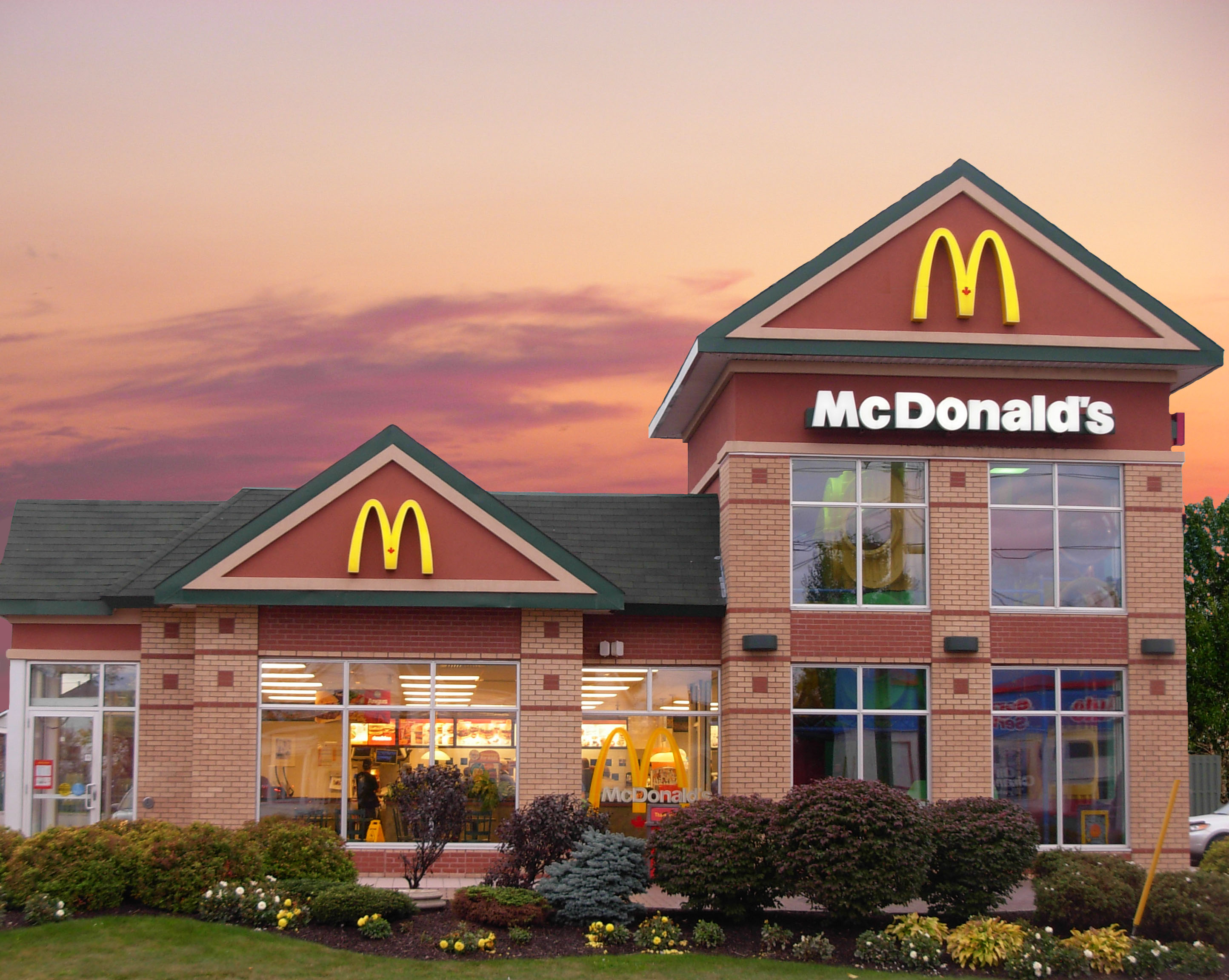
麥當勞加盟店

特许经营（英語：Franchising），是指由許多個別店鋪經營者透過總部的指導，經營相同品牌連鎖店的一種商業模式；透過這樣的經營方式，個別經營者可以迅速取得經營的知識，減少自我學習的時間；企業總部也可以藉此方式，無需投入較高資金開設直營分店，但又能快速擴張經營版圖。品牌亦會透過特許加盟顧問公司為其品牌尋找合符資格的加盟者。也指投权人将其商号、商标、服务标志商业秘密等在一定条件下许可给国外经营者，允许他在一定区域内从事与授权人相同的经营业务。
作为一种商业经营模式，在其经营过程和方法中有以下四个共同特点：
1. 个人（法人）对商标、服务标志、独特概念、专利、经营诀窍等拥有所有权。
2. 权利所有者授权其他人使用上述权利。
3. 在授权合同中包含一些调整和控制条款，以指导受许人的经营活动。
4. 加盟主需要支付加盟金。

## 定义
中国政府对特许经营的法律定义：特许经营指特许者将自己所拥有的商标（包括服务商标）、商号、产品、专利和专有技术、经营模式等以特许经营合同的形式授予被特许者使用，被特许者按合同规定，在特许者统一的业务模式下从事经营活动，并向特许者支付相应的费用。
1. 直接特许：即特许者将特许经营权直接授予特许经营申请者，获得特许经营权的被特许者按照特许经营合同设立特许点，开展经营活动，不得再行转让特许权。
2. 区域特许：即由特许者将在指定区域内的独家特许经营权授予被特许者，该被特许者可将特许经营权再授予其他申请者，也可由自己在该地区开设特许点，从事经营活动。

国际特许经营协会对特许经营的定义：特许经营是特许人和受许人之间的契约关系，对受许人经营中的如下领域，经营诀窍和培训，特许人有义务提供或保持持续的兴趣；受许人的经营是在由特许人所有的控制下的一个共同标记、经营模式和（或）过程之下进行的，并且受许人从自己的资源中对其业务进行投资。
欧洲特许经营联合会对特许经营的定义：特许经营是一种营销产品和（或）服务和（或）技术的体系基于在法律和财务上分离和独立的当事人--特许人和他的单个受许人--之间紧密和持续的合作，依靠特许人授予其单个受许人权利，并附加义务，以便根据特许人的概念进行经营。其项权利——经由直接或间接财务上的交换--给予并迫使其使用单个受许人商号，和（或）商标，和（或）服务标记，经营诀窍，商业和技术方法，持续体系，和其他工业和（或）知识产权，在双方一致同意而制定的书面特许合同的框架和务款之内。

## 經營形式

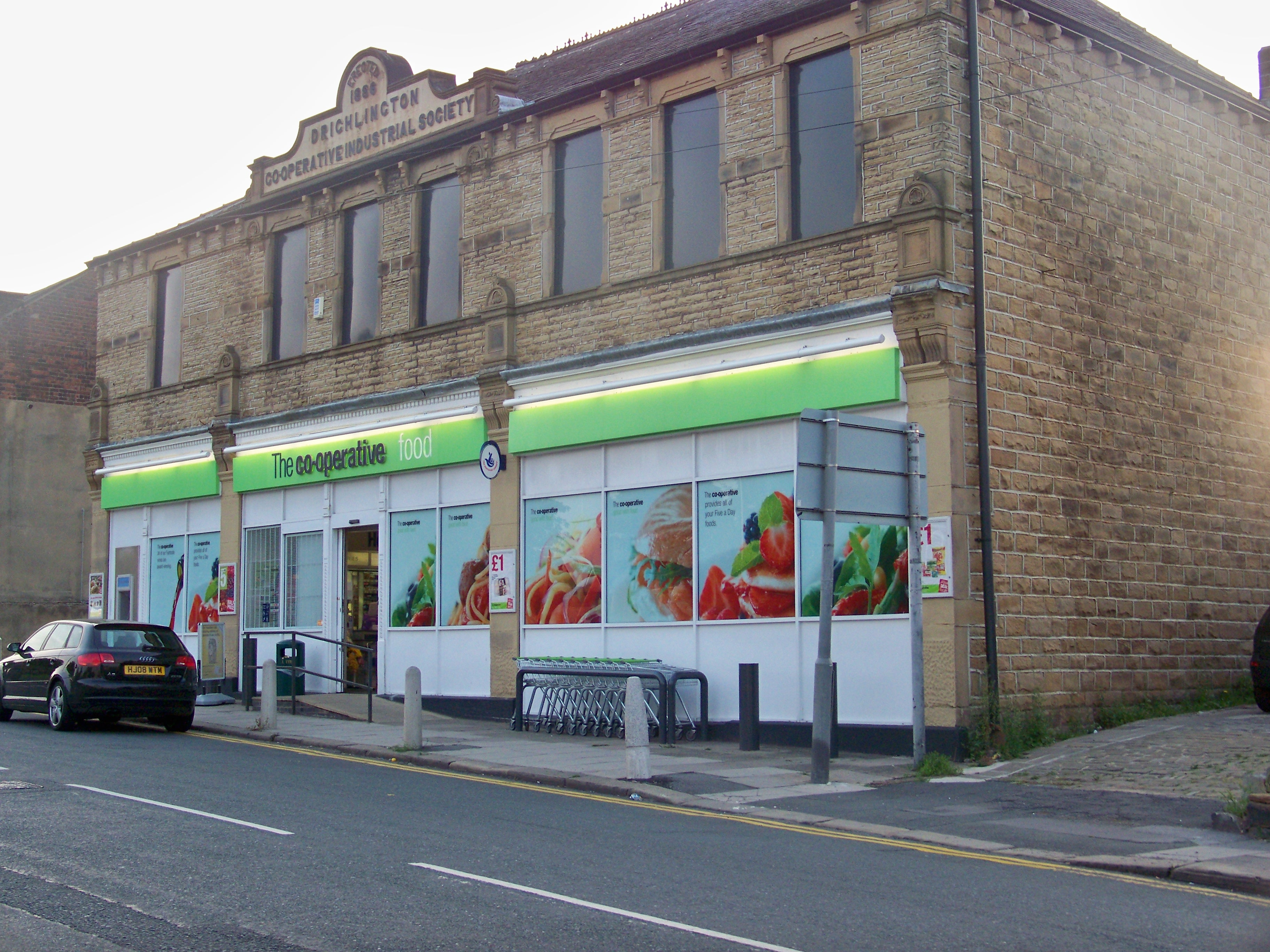
自願加盟方式經營的英國Co-operative

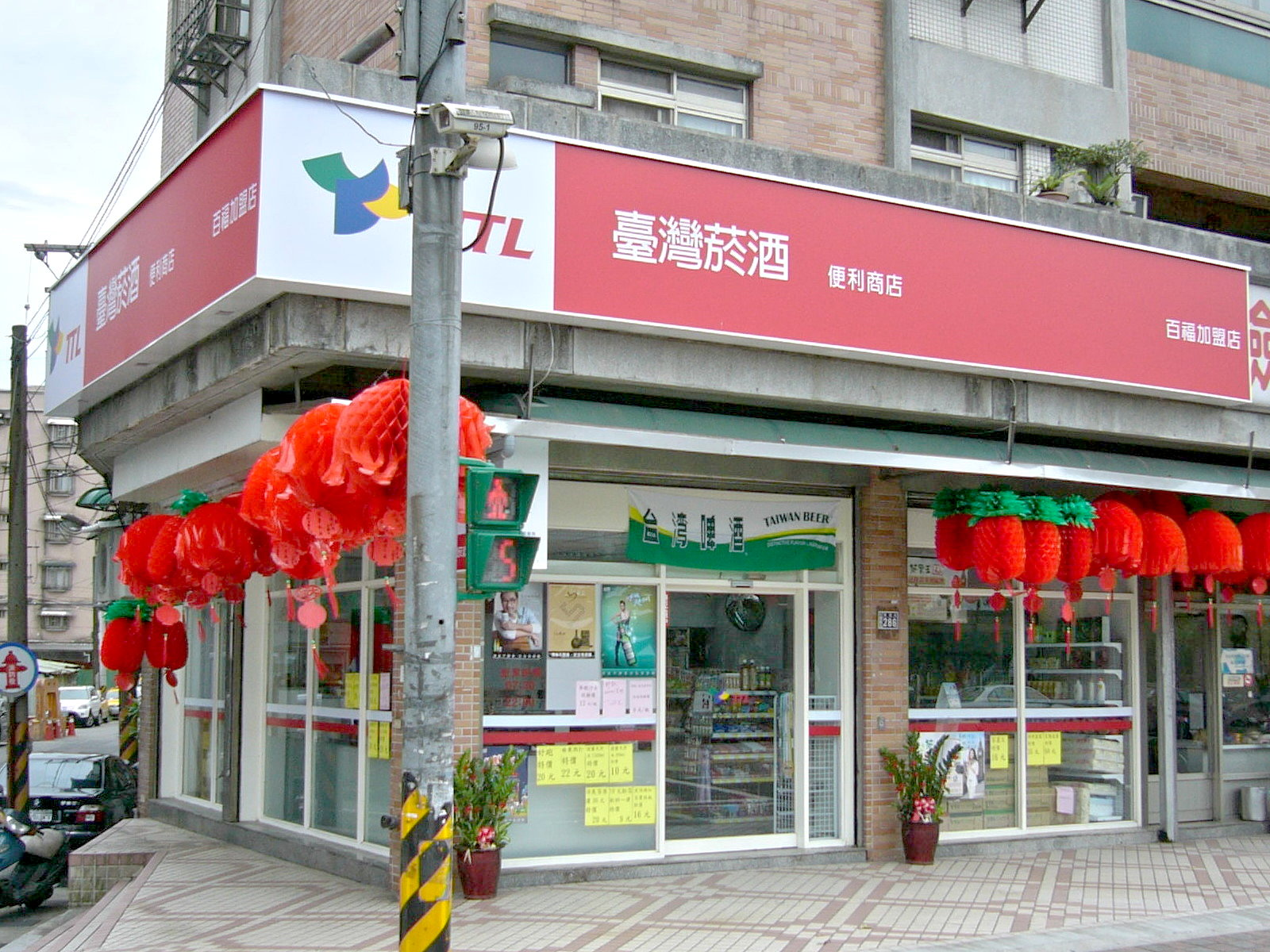
臺灣菸酒公司的特許加盟店

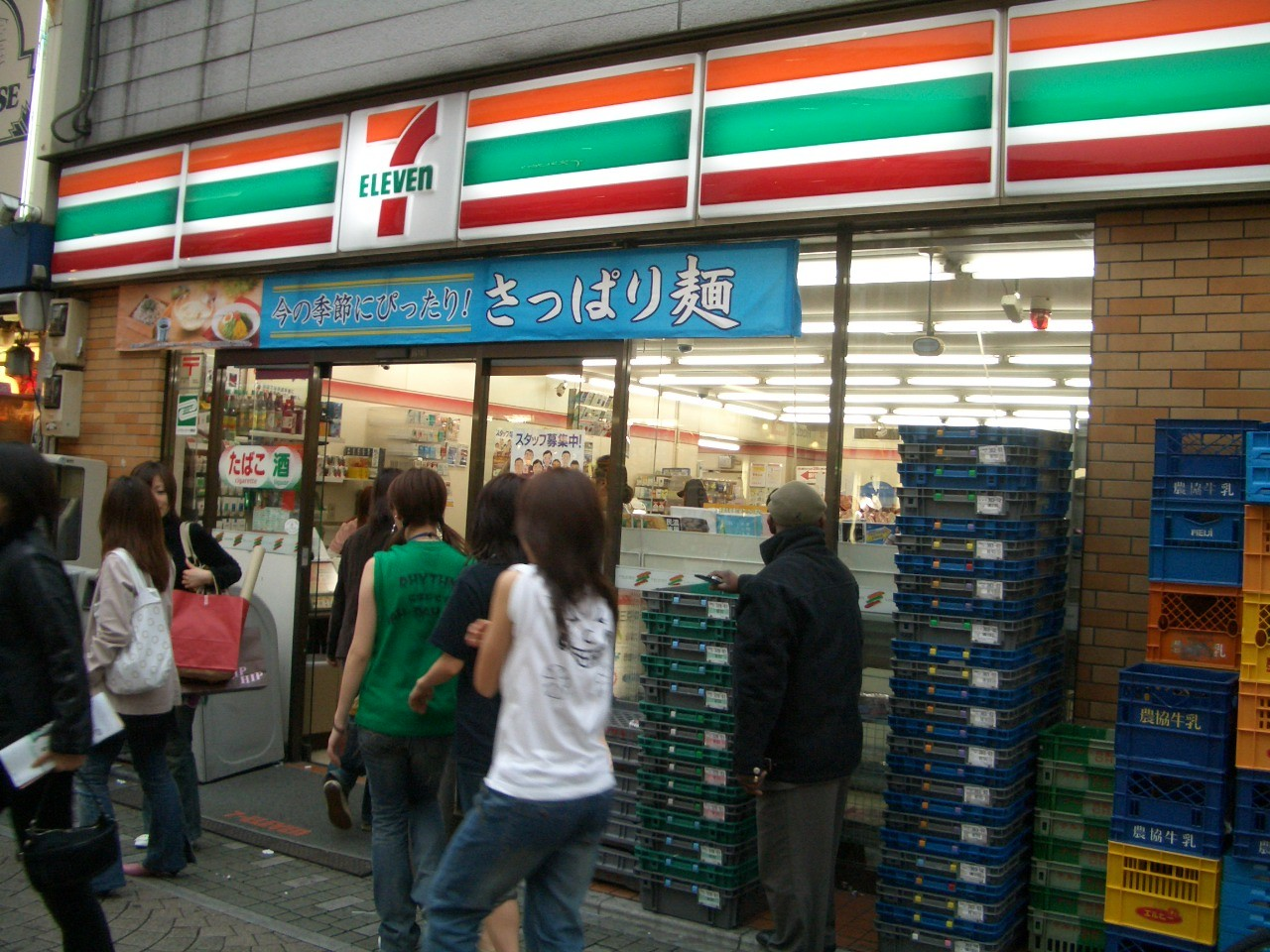
日本東京的7-11加盟便利商店

加盟連鎖的經營形式依出資比例與經營方式分為特許加盟、委託加盟、自願加盟、合作加盟。

### 特許加盟
特許加盟（Franchise Chain），通常加盟主與總部必須要共同分擔設立店鋪的費用，其中店鋪的租金裝潢多由加盟主負責，生产設備由總部負責，此種方式加盟主也需與總部分享利潤，總部對加盟主也擁有控制權，但因加盟主也出了相當的費用，因此利潤較高，對於店鋪的形式也有部分的建議與決定權力。為現代加盟之主流，日本多數便利商店體系皆採此種方式經營。

### 委託加盟
委託加盟（License Chain）是指加盟主加入時只需支付一定費用，經營店面設備器材與經營技術皆由總部提供，因此店鋪的所有權屬於總部，加盟主只擁有經營管理的權利，利潤必須與總部分享，也必須百分之百的聽從總部指示。
此種方式的優點是風險極小，加盟主無須負擔創業的大筆費用，總部要協助經營也要分擔經營的成敗，但缺點是加盟主自主性小，利潤的多數往往都要上交總部。美國便利商店7-Eleven皆採此種形式經營。

### 自願加盟
自願加盟（Voluntary Chain）是指個別單一商店自願採用同一品牌的經營方式及負擔所有經營費用，這種方式通常是個別經營者（加盟主）繳交一筆固定金額的指導費用（通稱加盟金），由總部教導經營的知識再開設店鋪，或者經營者原有店鋪經過總部指導改成連鎖總部規定的經營方式；通常這樣的方式每年還必須繳交固定的指導費用，總部也會派員指導，但也有不收此部分費用者，開設店鋪所需費用全由加盟主負擔；由於加盟主是自願加入，總部只收取固定費用給予指導，因此所獲盈虧與總部不相干。
此種方式的優點是加盟主可以獲得全部大多數的利潤而不需與總部分享，也無百分之百的義務需聽從總部的指示，但缺點是總部因此可以不負責任，往往指導也較鬆散，此外店的經營品質也不容易受到控制。許多台灣連鎖飲食業多採用此種方式經營。

### 合作加盟
合作加盟（Corporate Chain）是由性質相同的零售商，共同合作經營，會產生一個總部，總部的工作主要在於負責統一採購及廣告促銷活動，藉統一採購以獲得折扣上的優待來回饋於各零售商。有些批發商為了讓銷售通路能更寬廣，加上自己又有一套經營技術，於是開始尋一些零售商的合作，對於願意加入的零售商，必須依合約規定幫批發商銷售某些產品，並且甚至是掛上批發商的招牌，因為某些產品是由批發商提供，所以零售商必須支付保證金，也因為批發商提供了招牌，所以零售商必須支付權利金，而批發商因為只提供部份商品而已，其他商品都是零售商自行進貨，再加上店面是零售商自己所有，所以利潤均歸零售商，批發商即是加盟總部，零售商則為加盟主，具體例如販售三星、OPPO的手機行、遊戲片零售商等店家。

## 各地特許經營的例子

### 美国
- SUBWAY，特许经营连锁店：29,612家
- 麦当劳，特许经营连锁店：24,799家
- 自由女神稅務服務（英语：Liberty Tax Service），特许经营连锁店：2,579家
- Sonic Drive-In，特许经营连锁店：2,678家
- 洲际酒店集团，特许经营连锁店：3,498家
- Ace五金，特许经营连锁店：4,693家
- 必胜客，特许经营连锁店：10,239家
- 7-Eleven，特许经营连锁店：7,139家
- The UPS Store／Mail Boxes Etc（英语：The UPS Store），特许经营连锁店：5,982家
- OK便利店，特许经营连锁店：4,085家
- 棒!约翰，特许经营连锁店：2,615

### 香港
- 7-Eleven
- 日本城
- 許留山
- La Kaffa Cafe 咖啡餐廳
- MSYSTEM陽光網絡
- 自洗王國 Washours／24小時自助洗衣店
- Dear soulmates 網店聯盟
- 赛百味（SUBWAY）
- Pie & Tart 專門店
- Minimelts 粒粒雪榚
- 保家山 Burger山

### 臺灣
- 開放加盟 : 截至2018年9月。以知名連鎖店面為主。

#### 加盟網
- YES加盟網 （页面存档备份，存于）
  - 全台最大線上加盟展 （页面存档备份，存于）
  - 飲品飲料加盟網 （页面存档备份，存于）
  - 中式小吃加盟網 （页面存档备份，存于）
  - 咖啡加盟網 （页面存档备份，存于）
  - 甜點加盟網 （页面存档备份，存于）
  - 火鍋加盟網 （页面存档备份，存于）
  - 滷味加盟網 （页面存档备份，存于）
  - 早午餐加盟網 （页面存档备份，存于）
  - 日韓異國加盟網
  - 手機維修加盟網
  - 自助洗衣加盟網

#### 超商
- 全家便利商店
- 統一超商
- 萊爾富便利商店
- OK超商& OK MINI
- 美廉社

#### 茶飲店
- 李圓圓珍珠茶飲專賣（珍珠）
- 茶之魔手
- 日出茶太
- 50嵐
- 清心福全
- COMEBUY
- 丘森茶室
- CoCo都可（員工加盟制度）
- 鮮茶道
- 圓石禪飲
- 台灣第一味
- 鮮芋仙
- 紅太陽
- 鮮自然
- 狐狸尾巴
- 魏姐包心（粉圓）

#### 房仲業 2023年5月底
【加盟品牌】
- 住商不動產   623家
- 永慶不動產   482家
- 有巢氏房屋   406家
- 台灣房屋     342家
- 台慶不動產   284家
- 中信房屋     260家
- 東森房屋     181家
- 太平洋房屋   176家
- 大家房屋     154家
- 群義房屋     118家
- 21世紀不動產 116家
- 全國不動產    85家

【直營品牌】
- 信義房屋 485家
- 永慶房屋 245家
- 台灣房屋

#### 零售業
- 金玉堂批發廣場

#### 其他
* 4C快修連鎖門市-首創複合式維修買賣門市 （页面存档备份，存于）
- 五花馬水餃館
- 101文具天堂
- 悟饕池上飯包
- 鯊魚咬土司
- 遠傳電信

### 中国大陆
- 小肥羊
- 谭鱼头
- 红舵码头
- 馬蘭拉麵
- 慕詩
- 利信達
- 觀奇洋服

### 菲律賓
- 祖樂比

### 新加坡
- 美珍香
- 老曾記